# Highway to Hell (canção)
"Highway to Hell" é uma canção de hard rock da banda australiana AC/DC. É a faixa de abertura do álbum Highway to Hell, de 1979.

## Prêmios e honrarias
Em 2004, entrou para a lista das 500 melhores canções de todos os tempos da revista Rolling Stone. Também entrou na lista das canções que moldaram o rock and roll do Rock and Roll Hall of Fame. Em 2018, entrou para a lista da Triple M das canções mais australianas de todas, na posição 40.
"Highway to Hell" venceu o APRA Award de obra australiana mais executada no exterior em 2009.